# Hold You (Canção de ATB)
"Hold You" é uma canção do DJ alemão ATB, lançada como segundo single do seu terceiro álbum de estúdio, Dedicated (2002). A canção possui Roberta Carter Harrison da banda  Wild Strawberries nos vocais. Hold You se tornou uma das 20 cações mais ouvidas da Alemanha, Hungria e Romênia à época.

## Lista de Faixas
Lista de faixas de cada versão do álbum single:

### Hold You (Germany Release)
1. "Hold You" (Airplay Mix) 3:28
2. "Hold You" (Clubb Mix 1) 7:13
3. "Hold You" (Clubb Mix 2) 7:25
4. "Hold You" (M.O.R.P.H. Mix) 7:59
5. "Hold You" (Ratty Mix) 6:51

### Hold You (US Release)
1. "Hold You" (Airplay Mix) 3:28
2. "Hold You" (Tee's Radio Edit) 3:56
3. "Hold You" (Clubb Mix 2) 7:25
4. "Hold You" (Tee's Extended Mix) 7:59
5. "Hold You" (Ratty Mix) 6:51
6. "Hold You" (JN Remix Radio Edit) 4:13
7. "Hold You" (Clubb Mix 1) 7:13

### Hold You (Netherlands Release)
1. "Hold You" (Airplay Mix) 3:31
2. "Hold You" (Clubb Mix 1) 7:19
3. "Hold You" (Clubb Mix 2) 7:25
4. "Hold You" (Svenson & Gielen Remix) 6:34
5. "Hold You" (M.O.R.P.H. Mix) 7:59
6. "Hold You" (Ratty Mix) 6:51

### Hold You (Spain Release)
1. "Hold You" (Airplay Mix) 3:29
2. "Hold You" (Clubb Mix 2) 7:26
3. "Hold You" (Clubb Mix 1) 7:14
4. "Let U Go" (Clubb Mix) 8:18
5. "Let U Go" (Wippenberg Remix) 6:38
6. "Let U Go" (ATB Remix) 7:03
7. "Let U Go" (UK Dub Mix) 5:48
8. "Hold You" (M.O.R.P.H. Mix) 7:59
9. "Hold You" (Ratty Mix) 6:51